# ゼンマーケット
ZenGroup株式会社（英: ZenGroup Inc.）は、日本・大阪府大阪市に本社を置く越境ECサービスを提供する企業であり、「ゼンマーケット(ZenMarket)」は同社が展開する海外ユーザー向けの購入代行サービスである。

## 概要
2014年4月、ゼンマーケット合同会社の創設と同時に購入代行サービス「ZenMarket（ゼンマーケット）」を開設。創業者がロシアやウクライナの出身であったことから、ロシア語・ウクライナ語バージョンでサービスが開始された。以後言語バージョン数や提供サービスを増やし、6つの越境ECサービスを運営している。全世界会員数実績は175の国・地地域、カスタマーサポートは19言語に対応している。
サービス名には「禅」のようにシンプルに海外から日本の商品を購入できるマーケットを作りたいという思いが込められている。
ゼンマーケット(ZenMarket)
海外ユーザー向けの購入代行サービス。Amazonや楽天市場などの大手ECモールから個別のECサイトまで、日本国内オンラインサイトの購入代行・海外発送を行う。
ゼンプラス(ZenPlus)
海外ユーザーのみが買い手となる出店型越境ECモール。決済・配送・問い合わせ対応をゼンプラスが代行する。
ゼンポップ(ZenPop)
日本の文房具を海外に届けるサブスクリプションボックスサービス。25年6月から文房具1点から購入できる単品販売のサービスも開始。
ゼンプロモ(ZenPromo)
海外プロモーション支援サービス。顧客となる国内企業に各種海外プロモーション施策を提案する。
ゼンリンク(ZenLink)
自社ECサイトにタグを埋め込むだけで、海外のお客様向けに「多言語・多通貨対応のバナー」を自動表示できるサービス。
ゼンスタジオ(ZenStudio)
越境ビジネスを支援するクリエイティブエージェンシー。

## 沿革
2014年
- 4月 - ゼンマーケット合同会社を創設、購入代行「ZenMarket」スタート[1]

2016年
- 10月 - 海外向けサブスクリプションボックスサービス「ZenPop」スタート[2]
- 12月 - 越境ECモール「ZenPlus」スタート[3]

2017年
- 10月 - 合同会社から株式会社へ組織変更

2022年
- 6月 - 海外プロモーション支援サービス「ZenPromo」スタート
- 12月 - 社名をZenGroup株式会社に変更

2023年
- 11月 - 集客支援型越境ECバナー「ZenLink」スタート[4]

2024年
- 8月 - クリエイティブエージェンシー「ZenStudio」スタート

2025年
- 3月 - ラグジュアリーブランド専門の越境ECモール「ZenLuxe.jp」スタート[5]